# Roseto degli Abruzzi
Roseto degli Abruzzi és un municipi italià, situat a la regió dels Abruços i a la província de Teramo. L'any 2006 tenia 24.044 habitants.